# 参政権
参政権（さんせいけん、英: Franchise/Suffrage）とは、国民が政治に参加する権利の総称である。

## 参政権の類型
国民が政治に参加する制度には、直接的なものと間接的なものに分けられる。前者の例としては公職就任のほか国民発案（イニシアティブ）や国民表決（レファレンダム）、後者の例では選挙や国民解職（国民罷免、リコール）などの制度がある。

### 直接的参政方法
- 公職就任

公職に国民が自ら就任することである。公務員に就任する権利を公務就任権という。特に、選挙によって議員その他の公職に就く権利については被選挙権を参照。
外国人については公務員への就任資格が制限されていることがあり、特に被選挙権については否認されていることがある。
- 国民発案（イニシアティブ）

一定数の有権者によって憲法改正案や法律案を提出できるとする制度である。発案が成立した場合、国民投票に入る制度と議会の審議に入る制度に大別される。
- 国民表決（レファレンダム）

国家意思を決定するために実施される投票に参加する方法である。直接民主制の理念に基づいた国政の決定の方法である。

### 間接的参政方法
- 選挙

選挙は多数人が公職者を選定する行為である。詳細については選挙権を参照。
- 国民解職（国民罷免、リコール）

選挙人が法定数の賛同者により公職にある者の罷免（解職）を請求し、その請求により罷免の可否を一般選挙人の投票で決する制度である。

### 請願権
従来、請願権は請願の受理を求める権利であるとの理解から国務請求権（受益権、いわゆる請求権）に分類されてきたが、現代の請願は民意を直接に議会や政府に伝えるという意味が重要視されており参政権的機能をも有するものと理解されている。請願権を参政権に分類する学説もあるが、請願権は国家意思の決定に参与する権利ではない事から典型的参政権とは異なる補充的参政権として捉えられることがある。

## 日本における参政権

### 選挙権
日本国憲法第15条「公務員の選挙については、成年者による普通選挙を保障する。」と規定する。

### 公務就任権
明治憲法は「日本臣民ハ法律命令ノ定ムル所ノ資格ニ応シ均ク文武官ニ任セラレ及其ノ他ノ公務ニ就クコトヲ得」（第19条）と定め、公務就任資格の平等について定めていた。
日本国民の公務員への就任について、日本国憲法にはこれについての直接の規定がないが、日本国憲法第14条の「政治的関係」において差別されないに内包され保障されている。また特に国会議員の被選挙権については日本国憲法第44条で「両議院の議員及びその選挙人の資格は、法律でこれを定める。但し、人種、信条、性別、社会的身分、門地、教育、財産又は収入によつて差別してはならない」と定められている。
外国人の公務就任権について最高裁は「日本の国籍を有しない者は、憲法上、国又は地方公共団体の公務員に就任する権利を保障されているということはできない。」とし、地方公務員については「公権力を行使することなく、また、公の意思の形成に参画する蓋然性が少なく、地方公共団体の行う統治作用にかかわる程度の弱い管理職」であれば我が国に在住する外国人を任用することも国民主権の原理に反するものではないとする（最大判平成17年1月26日民集59巻1号128頁）。
なお、公務就任権のうち選挙によって議員その他の公職に就く権利（被選挙権）については、日本の選挙を参照。

### 国民発案・国民表決・国民罷免
- 国民発案（イニシアティブ）

国民発案（イニシアティブ）の制度は、日本では国政レベルでは採用されていない。地方レベルでは、地方自治法で、普通地方公共団体の議会の議員及び長の選挙権を有する者は、政令の定めるところにより、その総数の50分の1以上の者の連署をもって、その代表者から、普通地方公共団体の長に対し、条例（地方税の賦課徴収並びに分担金、使用料及び手数料の徴収に関するものを除く。）の制定又は改廃の請求をすることができると定められている（地方自治法74条）。
- 国民表決（レファレンダム）

日本国憲法は代表民主制に立ちつつ、憲法改正案に対する国民投票（日本国憲法第96条）と地方自治特別法の住民投票（日本国憲法第95条）で国民表決（レファレンダム）の制度を採用する。
- 国民罷免（リコール）

国民罷免（リコール）の制度は、日本では国政レベルでは採用されていない。地方レベルでは地方自治法で地方公共団体の長・議会・議員の解散・解職の請求が定められている（地方自治法76条以下）。
なお、日本には最高裁判所裁判官国民審査の制度があるが、国民の請求を受けて実施されるものではなく一定の時期に行われるものであるため、典型的な国民罷免の制度とは区別される。

## 国別の選挙権・被選挙権
現行法による各国の選挙権・被選挙権の比較
| 国               | 選挙権年齢 | 選挙権資格                 | 被選挙権年齢 | 被選挙権資格                                                               |
| ---------------- | ---------- | -------------------------- | --- | -------------------------------------------------------------------------- |
| 日本             | 18歳       | 日本国籍保持者             | 衆議院議員･市町村長：25歳 参議院議員･都道府県知事：30歳 都道府県議会議員･市町村議会議員：25歳 日本の被選挙権は公示日や告示日ではなく、投票日時点の年齢                                      | 日本国籍保有者かつ供託金を払える者                                         |
| 中華民国（台湾） | ：20歳     |                            | - 総統･副総統：40歳 - 中央民意代表（立法委員）：23歳 - 地方行政首長 - 直轄市長：35歳 - 県市長：30歳 - 郷鎮市長：26歳 - 村里長：23歳 - 地方民意代表 - 直轄市及び県市議員・郷鎮市民代表：23歳 |                                                                            |
| アメリカ合衆国   | 18歳       | 選挙人登録を行った米国民   | 連邦下院議員：25歳 連邦上院議員：30歳 大統領：35歳 | 大統領被選挙権資格者は、生まれながらの米国民で14年以上国内に居住している者 |
| フランス         | 18歳       |                            | 23歳 |                                                                            |
| イギリス         | 18歳       | 英国内に在住する英連邦市民 | 18歳 | 英連邦市民                                                                 |
| スペイン         | 18歳       |                            | 18歳 |                                                                            |
| イタリア         | 18歳       |                            | 25歳 |                                                                            |
| オランダ         | 18歳       |                            | 18歳 |                                                                            |
| デンマーク       | 18歳       |                            | 18歳 |                                                                            |
| ベルギー         | 18歳       | （義務投票制）             | 21歳 |                                                                            |
| ノルウェー       | 18歳       |                            | 18歳 |                                                                            |
| アルバニア       | 18歳       |                            | 18歳 |                                                                            |
| 中国             | 18歳       | 中華人民共和国国籍保持者   | 18歳 | 中華人民共和国国籍保持者                                                   |
| 韓国             | 19歳       |                            | 25歳 |                                                                            |
| モーリシャス     | 18歳       |                            | 18歳 |                                                                            |
| ドイツ           | 18歳       |                            | 18歳 |                                                                            |
| ユーゴスラビア   | 18歳       |                            | 18歳 |                                                                            |
| トルコ           | 18歳       |                            | 30歳 |                                                                            |
| ポルトガル       | 18歳       |                            | 18歳 |                                                                            |
| ベトナム         | 18歳       |                            | 21歳 |                                                                            |
| オーストラリア   | 18歳       | （義務投票制）             | 18歳 |                                                                            |
| ニュージーランド | 18歳       |                            | 18歳 |                                                                            |
| 北朝鮮           | 17歳       |                            | 17歳 |                                                                            |
| ブラジル         | 16歳       | （義務投票制）             | 21歳 |                                                                            |
| キューバ         | 16歳       |                            | 18歳 |                                                                            |
| レバノン         | 21歳       |                            | 25歳 |                                                                            |
| イラン           | 15歳       |                            | 26歳以上75歳以下 | イスラム法学者による事前審査を経た者                                       |